# László Sillai
László Sillai (* 2. Juni 1943 in Darnózseli, Komitat Moson; † 21. Juni 2007) war ein ungarischer Ringer. Er war Weltmeister 1967 im griechisch-römischen Stil im Mittelgewicht.

## Werdegang
László Sillai begann als Jugendlicher in seiner Heimatstadt Győr mit dem Ringen. Er war Mitglied von Győri Dózsa SE und betätigte sich ausschließlich im griechisch-römischen Stil. Im Jahre 1963 wurde er im Alter von 20 Jahren erstmals ungarischer Meister im Halbschwergewicht. Auf der internationalen Ringermatte wurde ihm aber zunächst noch die Routiniers György Gurics und Ferenc Kiss vorgezogen.
1966 bestritt er seine erste internationale Meisterschaft. Er kam aber bei der Europameisterschaft in Essen im Mittelgewicht mit nur einem Sieg und zwei Niederlagen nur auf den 13. Platz. Bei der Europameisterschaft 1967 in Minsk, bei der er wieder im Mittelgewicht startete, besiegte er zwar den Österreicher Franz Pötsch und rang gegen Stig Persson aus Schweden und Wenko Zinzarow aus Bulgarien unentschieden, musste aber nach einer Niederlage gegen Jiří Kormaník aus der Tschechoslowakei ausscheiden und kam auf den 8. Platz.
Umso überraschender kam deshalb der Titelgewinn im Mittelgewicht bei der Weltmeisterschaft 1967 in Bukarest. Er rang dort nach einem Freilos in der 1. Runde gegen Sven Allan Olsson aus Schweden und Franz Pötsch unentschieden und gewann gegen Jiří Kormaník und Wenko Zinzarow. Zum Titelgewinn kam er auf Grund der kuriosen Tatsache, dass nach 5 Runden alle Ringer 6 oder mehr Fehlpunkte hatten und deshalb eigentlich ausgeschieden waren. Deshalb wurde der Weltmeister nach den Fehlpunkten ermittelt, die der jeweilige Ringer nach der 5. Runde hatte und hier stand László Sillai mit 6 Fehlpunkten am besten da und wurde deshalb vor Walentin Olenik aus der UdSSR und Wacław Orłowski aus Polen Weltmeister.
Bei der Europameisterschaft 1968 in Västerås siegte er u. a. gegen den Köllerbacher Werner Hoppe nach Punkten und rang gegen Lothar Metz aus Rostock unentschieden. Zu einem Medaillengewinn kam er aber nicht, da er auch gegen den Schweden Bertil Nyström unentschieden rang und gegen Petar Krumow aus Bulgarien sogar verlor. Er belegte aber einen immer noch sehr guten 5. Platz. Bei den Olympischen Spielen 1968 in Mexiko-Stadt hatte er kein Glück, denn er verlor seine beiden Kämpfe gegen Petar Krumow und Czesław Kwieciński aus Polen und erreichte nur den 13. Rang.
Im Jahre 1970 erreichte László Sillai mit dem 4. Platz bei der Europameisterschaft in Berlin und dem 5. Platz bei der Weltmeisterschaft in Edmonton noch einmal hervorragende Platzierungen. Bei beiden Meisterschaften scheiterte er an Czesław Kwieciński und Josip Čorak aus Jugoslawien, gegen die er jeweils verlor.
Inzwischen war ihm in Ungarn in Csaba Hegedűs ein für ihn unbesiegbarer Konkurrent erwachsen, den er nicht besiegen konnte. Seine internationale Ringerlaufbahn neigte sich deshalb dem Ende entgegen. Lediglich bei der Europameisterschaft 1972 in Kattowitz  war er im Halbschwergewicht noch einmal am Start, belegte dort aber nur den 12. Platz.
Nach dem Ende seiner Zeit als aktiver Ringer war László Sillai bei Győri Dózsa SE als Trainer und Sportfunktionär tätig.

## Internationale Erfolge
(OS = Olympische Spiele, WM = Weltmeisterschaft, EM = Europameisterschaft, GR = griech.-röm. Stil, Mi = Mittelgewicht, Hs = Halbschwergewicht, damals bis 87 kg bzw. 90 kg Körpergewicht)
- 1966, 13. Platz, EM in Essen, GR, Mi, mit einem Sieg über Raymond Schummer, Luxemburg u. Niederlagen gegen Kaarlo Wieser, Finnland u. Ion Țăranu, Rumänien;
- 1967, 8. Platz, EM in Minsk, GR, Mi, mit einem Sieg über Franz Pötsch, Österreich, Unentschieden gegen Stig Persson, Schweden u. Wenko Zinzarow, Bulgarien u. einer Niederlage gegen Jiří Kormaník, Tschechoslowakei;
- 1967, 1. Platz, WM in Bukarest, GR, Mi, mit Unentschieden gegen Sven Allan Olsson, Schweden u. Franz Pötsch u. Siegen gegen Jiři Kormaník u. Wenko Zinzarow;
- 1967, 4. Platz, Vorolympische Spiele in Mexiko-Stadt, GR, Mi, hinter Alexander Jurkewitsch, UdSSR, Lothar Metz, DDR u. Wenko Zinzarow;
- 1968, 5. Platz, EM in Västerås, GR, Mi, mit Siegen über Joaquin Miret, Spanien u. Werner Hoppe, BRD, Unentschieden gegen Lothar Metz u. Bertil Nyström, Schweden u. einer Niederlage gegen Petar Krumow, Bulgarien;
- 1968, 13. Platz, OS in Mexiko-Stadt, GR, Mi, nach Niederlagen gegen Petar Krumow u. Czesław Kwieciński, Polen;
- 1970, 4. Platz, EM in Berlin (Ost), GR, Hs, mit Siegen über Günter Kowalewski, BRD, Stojan Iwanow, Bulgarien u. Håkon Øverby, Norwegen, einem Unentschieden gegen Nicolae Neguț, Rumänien u. Niederlagen gegen Czesław Kwieciński u. Josip Čorak, Jugoslawien;
- 1970, 5. Platz, WM in Edmonton, GR, Hs, mit Siegen gegen Ron Lappage, Kanada, Wayne Baugham, USA u. Wenko Zinzarow u. Niederlagen gegen Josip Čorak u. Czesław Kwieciński;
- 1972, 12. Platz, EM in Kattowitz, GR, Hs, mit einem Unentschieden gegen Håkon Øverby u. einer Niederlage gegen Czesław Kwieciński

## Ungarische Meisterschaften
László Sillai wurde in den Jahren 1963, 1965, 1966 und 1968 ungarischer Meister im griechisch-römischen Stil im Halbschwergewicht.